# Lewis Cook
Lewis John Cook (Iorque, 3 de fevereiro de 1997) é um futebolista profissional inglês que atua como meio-campista. Atualmente, joga no Bournemouth.

## Carreira

### Clubes
Cook começou a carreira no Leeds United. Está no Bournemouth desde 2016.

### Internacional
Atualmente, Cook é capitão da Seleção Sub-20 da Inglaterra. Também jogou nas categorias sub-16 à sub-19 da mesma seleção.

## Títulos
Inglaterra
- Copa do Mundo FIFA Sub-20: 2017

### Prêmios individuais
- Equipe do torneio do Torneio Internacional de Toulon: 2018[1]